# Associazione Sportiva Manfredonia 1937-1938
Questa voce raccoglie le informazioni riguardanti l'Associazione Sportiva Manfredonia nelle competizioni ufficiali della stagione 1937-1938.
| N. |                   | Ruolo | Calciatore           |
| -- | ----------------- | ----- | -------------------- |
|    | Italia (bandiera) |       | Guglielmo Busoni     |
|    | Italia (bandiera) |       | Piero Carta          |
|    | Italia (bandiera) |       | Giuseppe Casalino    |
|    | Italia (bandiera) |       | Vittorio Contin      |
|    | Italia (bandiera) |       | Francesco D'Albenzio |
|    | Italia (bandiera) | C     | Riccardo Di Santo    |
|    | Italia (bandiera) | P     | Mariano Fabiani      |
|    | Italia (bandiera) |       | Matteo Gelsomino     |
|    | Italia (bandiera) |       | Michele Giancaspro   |

| N. |                   | Ruolo | Calciatore        |
| -- | ----------------- | ----- | ----------------- |
|    | Italia (bandiera) |       | Pompeo La Torre   |
|    | Italia (bandiera) |       | Pasquale Lo Riso  |
|    | Italia (bandiera) |       | Leonardo Mondelli |
|    | Italia (bandiera) |       | Pasquale Mondelli |
|    | Italia (bandiera) | D     | Marino Renner     |
|    | Italia (bandiera) |       | Leonardo Rinaldi  |
|    | Italia (bandiera) |       | Claudio Vario     |
|    | Italia (bandiera) | C     | Bruno Ventura     |